# Bóg i palingeneza

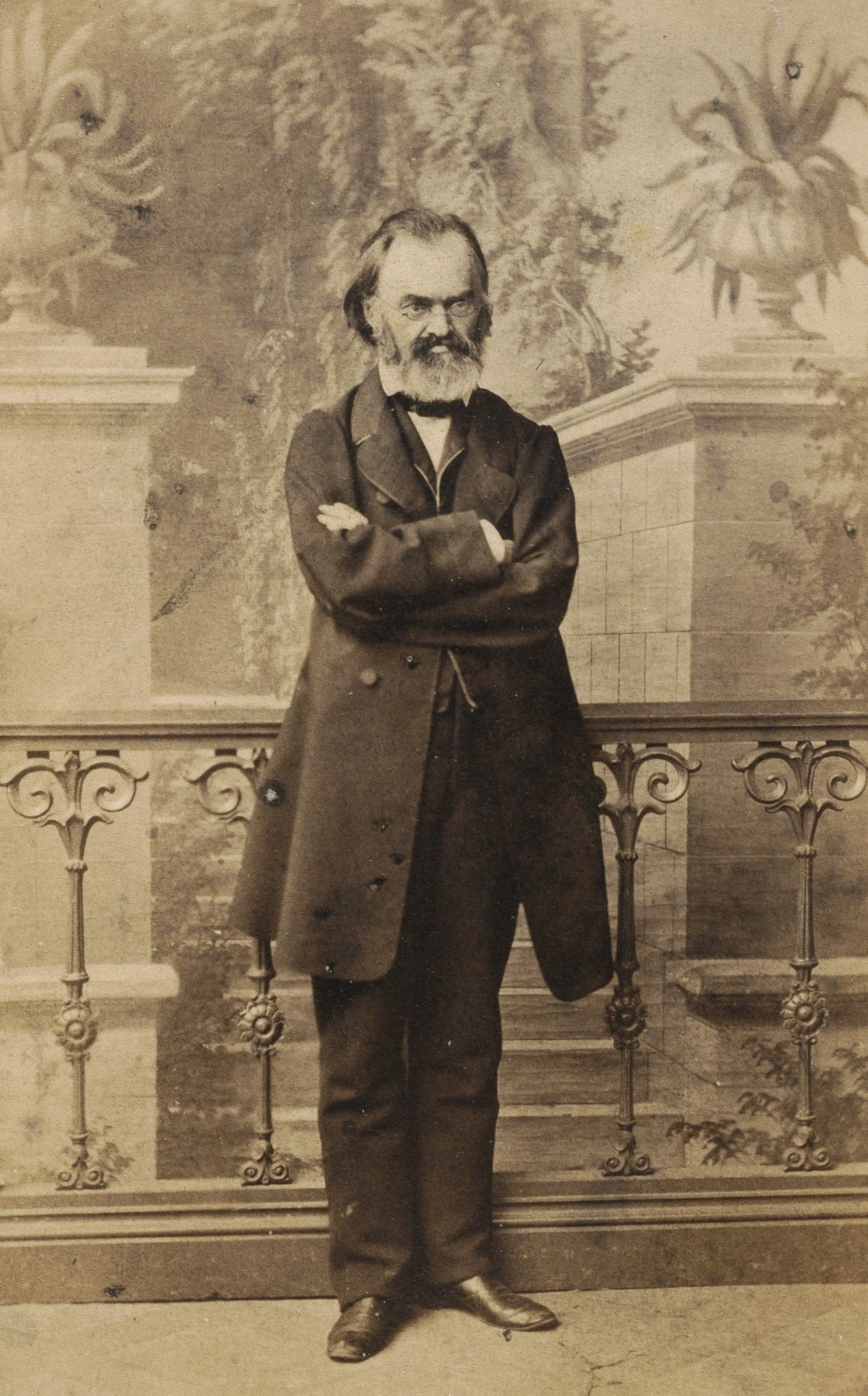
August Cieszkowski, autor dzieła

Bóg i palingeneza, część pierwsza, krytyczna (niem. Gott und Palingenesie) – praca filozoficzna autorstwa Augusta Cieszkowskiego wydana w Berlinie w 1842 w języku niemieckim. Polski przekład ukazał się w Poznaniu w 1912. Dzieło w bezpośredni i krytyczny sposób odnosi się do idealizmu absolutnego oraz wprost postuluje częściowy zwrot ku religijnemu ujmowaniu rzeczywistości, zajmując stanowisko we współczesnej debacie nad dorobkiem heglizmu.
Rozprawa stanowiła polemikę z cyklem wykładów, które wygłosił w 1840 w Berlinie przyjaciel autora, Karl Ludwig Michelet. Dotyczyły one osobowości Boga oraz nieśmiertelności duszy. Cieszkowski odnosił się do sporów, jakie miały miejsce w ówczesnej filozofii i spekulatywnej teologii niemieckiej, sytuując się w obrębie prawicy niemieckiej filozofii i nazywając swe poglądy "absolutnym spirytualizmem".
Dzieło broni koncepcji Boga osobowego i takiej samej nieśmiertelności duszy. Stoi w opozycji do poglądów Ludwiga Feuerbacha i jego środowiska. Michelet stał tu na pozycji pośredniej, a Cieszkowski widział w nim wyznawcę heglistycznej absolutyzacji tego, co ogólne (m.in. panteistę). Obrona jednostkowości ludzkiej wymagała według autora zakotwiczenia człowieka w będącej absolutem osobowości Boga. Transformacja od naturalistycznego panteizmu do idei indywidualności nastąpiła w starożytności. W epoce chrześcijańskiej (pojęcia z Prolegomenów do historiozofii) nastał czas idealizmu: ruchu od idei podmiotowości (teistycznej koncepcji transcendentnego Boga osobowego) do nowoczesnego panteizmu idealistycznego wyrażonego w heglizmie. Celem Cieszkowskiego było pojednanie obu tych stanowisk. W zakresie nieśmiertelności duszy uznawał nieśmiertelność osobowości, natomiast negował nieśmiertelność indywidualności i podmiotowości. 
Swoją doktrynę ezoteryczną opartą na idei metempsychozy rozwinął autor w drugiej części traktatu, która została zniszczona przez Zygmunta Krasińskiego, prawdopodobnie w obawie przed rewizją. Została ona utrwalona przez Micheleta w książce Die Epiphanie der Ewigen Persönlichkeit des Geistes (pol. Epifania wiecznej osobowości ducha) wydanej w Berlinie w 1852, w której zreferował on poglądy swojego "wschodniego przyjaciela Teleofanesa". Nieśmiertelność miała według Cieszkowskiego należeć się tylko tym, którzy swoimi czynami i duchem wytworzyli sobie osobowość, a może to nastąpić dopiero po szeregu wcieleń, charakteryzujących się stopniowym postępem. Jest ona zatem stanem, który trzeba sobie samemu wywalczyć. Owocem walki i pracy ma być miejsce w Chórze Błogosławionych, uczestniczenie w nieskończonym życiu Absolutu. Ten, kto niczego w życiu nie dokonał znajdzie się w piekle zatracenia, gdzie jego dusza zostanie ostatecznie unicestwiona.